# 81丁目-自然史博物館駅
81丁目-自然史博物館駅（81ちょうめ-しぜんしはくぶつかんえき、英語: 81st Street-Museum of Natural History）はマンハッタン区アッパー・ウェスト・サイドの81丁目-セントラル・パーク・ウェスト(8番街)交差点にあるニューヨーク市地下鉄IND8番街線の駅である。A系統が深夜帯のみ、B系統が平日、C系統が深夜を除く終日停車する。

## 駅構造
| G  | 地上階                     | 出入口 |
| B1 | 北行急行線                 | ← 通過 |
| B1 | 北行緩行線                 | ← 深夜帯：インウッド-207丁目駅行き（86丁目駅） ← 平日：ベッドフォード・パーク・ブールバード駅行き、145丁目駅行き（86丁目駅） ← 168丁目駅行き（86丁目駅） |
| B1 | 単式ホーム、左側ドアが開く | |
| B1 | 改札階                     | 改札、駅員詰所、メトロカード自動券売機、アメリカ自然史博物館への連絡通路                                                                                 |
| B2 | 南行急行線                 | → 通過 → |
| B2 | 南行緩行線                 | → 深夜帯：モット・アベニュー駅行き（72丁目駅）→ 平日：ブライトン・ビーチ駅行き（72丁目駅）→ ユークリッド・アベニュー駅行き（72丁目駅）→                  |
| B2 | 単式ホーム、右側ドアが開く | |

駅は1932年9月10日に開業し、2面4線の構造である。この区間では上層階に北行線、下層階に南行線があり、緩行線の西にホームを設けている。駅はアメリカ自然史博物館に近い。
この駅の南に緩行線と急行線の間に引き上げ線がある。両端で両側の線路につながっており緩急間の転線も可能である。
駅は1998年から2000年に改装された。これは地球宇宙ローズセンター内に新築されたヘイデン・プラネタリウムの建設と連携している。床が交換され、新しい照明が設置され、詰所や壁、階段も改修された。構造改修もされている。

### 出口
北行ホーム上に2か所の改札がある。南側はセントラル・パーク・ウェスト西側の77丁目から81丁目間にある。地上への階段が1か所ある。また、博物館に直接通じる通路もある。北側の改札から地上への階段は81丁目とセントラル・パーク・ウェスト交差点の北西と南西に1か所ずつ設置されている。

## アート作品

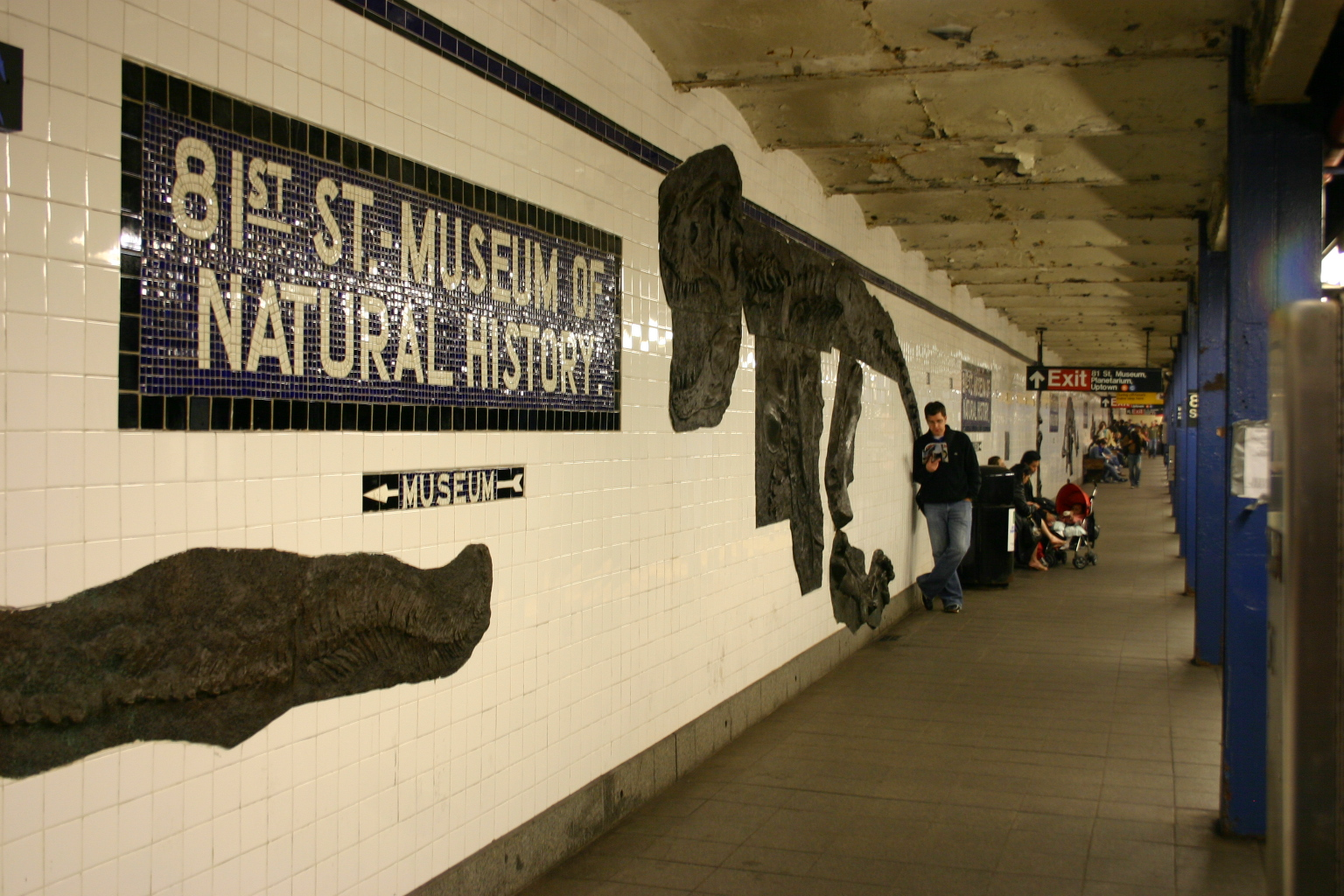
駅壁の恐竜のアート

1976年、Exxon Corporation社からの資金提供を受けて、この駅は他の3つの都市とともに、新しい "artfully humorous graffiti"の壁画とアートワークを設置した。地元のデザイナーMayersとSchiffは5,000ドルを受け取って恐竜の壁画を追加した。"Thesaurus Rex, the dinosaur that had a vocabulary of a thousand words"および"Elongatomus, an elongated critter that stretched from coast to coast whose pelvic remains support a highway interchange in Missouri"と言われるアートワークがある。
1998年から2000年にかけての駅改装の一環として、階段やホームを通り、床の象眼模様まで広がるタイルモザイクのプログラムが行われた。階段の谷は、地球の地質学的地層（81丁目側）または海洋（79丁目側）の地層に降下していく。多くの生き物が、白いタイル張りの壁の広がりを突き止めるようなモザイクのビネットで誘発され、また地下鉄のホームそのものが実際には発掘物であるかのように、タイルから化石の捨て殻が出てくるようなデザインである。メトロポリタン・トランスポーテーション・オーソリティの芸術プログラムの下で、『ミックス・メディア・インスタレーション』が2000年に創設された。古い諺にちなんで命名された「For Want of a Nail」というタイトルは、銀河として、そして単一の細胞と同じくらい小さい。デザインチームは、セラミックタイル、ガラスタイル、ガラスモザイク、ブロンズレリーフ、花崗岩を主要材料とし、単細胞生物から隆起したティラノサウルスまで、絶滅の危機に瀕した絶滅の危機に瀕した生物の進化を描写した。地球の中核から海、空、宇宙までを覆うイメージとシンボルを示している。また、このグループプロジェクトではアーティストが特定されていない。